# Banca di riserva del Malawi
La Reserve Bank of Malawi è la banca centrale del Malawi.
La moneta ufficiale dello stato africano è il kwacha malawiano.